# I mastini del West
I mastini del West (Gunfighters of Abilene) è un film del 1960 diretto da Edward L. Cahn.
È un film western statunitense con Buster Crabbe, Barton MacLane e Rachel Ames.

## Produzione
Il film, diretto da Edward L. Cahn su una sceneggiatura di Orville H. Hampton, fu prodotto da Robert E. Kent per la Robert E. Kent Productions tramite la società sussidiaria Vogue Pictures e girato nell'Iverson Ranch a Chatsworth e nel Melody Ranch a Newhall, in California.

## Distribuzione
Il film fu distribuito con il titolo Gunfighters of Abilene negli Stati Uniti dal 1º gennaio 1960 al cinema dalla United Artists.
Altre distribuzioni:
- in Brasile (A Sombra do Enforcado)
- in Germania Ovest (Abrechnung in Abilene)
- in Grecia (Oi dolofonoi tha synantithoun ta mesanyhta)
- in Italia (I mastini del West)

## Promozione
La tagline è: "The Hired Guns Had Their Orders: "Find Kip Tanner And Kill Him!"".